# Sīkvand (ort i Iran)
Sīkvand (persiska: سیکوند) är en ort i Iran.   Den ligger i provinsen Khuzestan, i den centrala delen av landet, 400 km sydväst om huvudstaden Teheran. Sīkvand ligger 368 meter över havet och antalet invånare är 171.
Terrängen runt Sīkvand är kuperad åt nordväst, men åt sydost är den platt. Sīkvand ligger nere i en dal. Runt Sīkvand är det ganska glesbefolkat, med 48 invånare per kvadratkilometer. Närmaste större samhälle är Mīānrūdān, 6,5 km nordost om Sīkvand. Omgivningarna runt Sīkvand är i huvudsak ett öppet busklandskap.